# Pussade
Pussade ist ein Ortsteil der Stadt Hitzacker (Elbe) im Landkreis Lüchow-Dannenberg in Niedersachsen. Der Ort liegt 2 km westlich vom Kernbereich von Hitzacker. Am nördlichen Ortsrand fließt der Harlinger Bach, der in Hitzacker in den Hitzacker See mündet.

## Geschichte
Vor 1972 gehörte Pussade zusammen mit dem Forsthaus Posade zur Gemeinde Harlingen.
Am 1. Juli 1972 wurde die Gemeinde Harlingen zusammen mit den Gemeinden Bahrendorf, Grabau, Kähmen, Nienwedel, Seerau, Tießau, Wietzetze und Wussegel nach Hitzacker eingegliedert.